# František Kovařík (Arachnologe)
František Kovařík (geboren 1965) ist ein tschechischer Arachnologe.
František Kovařík absolvierte eine Ausbildung zum Elektrotechniker. Sein Interesse galt jedoch Insekten und Spinnentieren, insbesondere Skorpionen, die er in Terrarien hielt, züchtete und fotografierte. Seine Aktivitäten in der Terraristik mündeten in eine wissenschaftliche Beschäftigung mit der Arachnologie.
Heute ist Kovařík eine anerkannte Autorität in der biologischen Nomenklatur und für die Taxonomie und Biogeographie der Skorpione. Sein Spezialgebiet sind die Skorpione Asiens und des nordöstlichen Afrikas. Er arbeitet eng mit zahlreichen akademischen Einrichtungen und zoologischen Forschungssammlungen der ganzen Welt zusammen.
Kovařík hat zahlreiche Veröffentlichungen verfasst. Er begann mit populärwissenschaftlichen Beiträgen in Zeitschriften für Terrarienkunde. Seit den 1990er Jahren erschienen mehrere Monografien, und mittlerweile hat er eine große Zahl von Beiträgen in wissenschaftlichen Zeitschriften veröffentlicht.
Kovařík hat mehr als 100 Arten und Gattungen der Skorpione beschrieben und mehrere Revisionen höherer Taxa durchgeführt. Seine Forschungssammlung ist weltweit die größte Sammlung von Skorpionen in Privatbesitz.

## Dedikationsnamen
- Anillinus kovariki Sokolov & Carlton, 2004 (Coleoptera, Carabidae)
- Diplostix (Diplostix) kovariki Vienna, 2007 (Coleoptera, Histeridae)
- Hister kovariki Caterino, 1999 (Coleoptera, Histeridae)
- Omalodes (Omalodes) kovariki Moura, Leivas & Caneparo, 2016 (Coleoptera, Histeridae)
- Orectoscelis kovariki Dégallier & Caterino, 2005 (Coleoptera, Histeridae)
- Paratropus kovariki Kanaar, 1997 (Coleoptera, Histeridae)
- Tribalus (Tribalus) kovariki Vienna, 1993 (Coleoptera, Histeridae)

- Selenocosmia kovariki (Schmidt & Krause, 1995) (Araneae, Theraphosidae)

- Brachiosternus kovariki Ojanguren Affilastro, 2003 (Scorpiones, Bothriuridae)
- Microtityus kovariki Teruel & Infante, 2007 (Scorpiones, Buthidae)
- Kovarikia Soleglad, Fet & Graham, 2014 (Scorpiones, Vaejovidae)
- Chihuahuanus kovariki (Soleglad & Fet, 2008) (Scorpiones, Vaejovidae)[3][4]

## Veröffentlichungen (Auswahl)
- František Kovařík: Revision of the genera Lychas and Hemilychas, with descriptions of six new species (Scorpiones: Buthidae). In: Acta Societatis Zoologicae Bohemicae 1997, Band 61, S. 311–371, PDF Online, 2,7 MB.
- František Kovařík: Štíři. Madagaskar, Jihlava 1998, ISBN 80-86068-10-2.
- František Kovařík: A review of the genus Heterometrus Ehrenberg, 1828, with descriptions of seven new species (Scorpiones, Scorpionidae). In: Euscorpius 2004, Nr. 15, S. 1–60 Online PDF, 6,3 MB.
- František Kovařík: Revision and taxonomic position of genera Afghanorthochirus Lourenço und Vachon, Baloorthochirus Kovařík, Butheolus Simon, Nanobuthus Pocock, Orthochiroides Kovařík, Pakistanorthochirus Lourenço, and Asian Orthochirus Karsch, with descriptions of twelve new species (Scorpiones, Buthidae). In: Euscorpius 2004, Nr. 16, S. 1–33, Online PDF}, 2,4 MB.
- František Kovařík: Illustrated catalog of scorpions. Part 1. Introductory remarks; keys to families and genera; subfamily Scorpioninae with keys to Heterometrus and Pandinus species. Clarion Production, Prag 2009, ISBN 978-80-904340-0-4.
- František Kovařík: Five new species of Chaerilus Simon, 1877 from China, Indonesia, Malaysia, Philippines, Thailand, and Vietnam (Scorpiones: Chaerilidae). In: Euscorpius 2012, Nr. 149, S. 1–14, Online PDF, 2,4 MB.
- František Kovařík und Ojanguren Affilastro: Illustrated catalog of scorpions Part II. Bothriuridae; Chaerilidae; Buthidae I., genera Compsobuthus, Hottentotta, Isometrus, Lychas, and Sassanidotus. Clarion Production, Prag 2013.
- František Kovařík et al.: Scorpions of Sri Lanka (Scorpiones: Buthidae, Chaerilidae, Scorpionidae) with description of four new species of the genera Charmus Karsch, 1879 and Reddyanus Vachon, 1972, stat. n. In: Euscorpius, 2016, Nr. 220, S. 1–133, Online PDF, 17,5 MB.